# 落合弘治
落合 弘治（おちあい こうじ、1966年2月4日 - ）は、日本の声優、俳優。東京都台東区出身。

## 略歴
東京都立城東高等学校、法政大学社会学部卒業。
1991年からテアトル・エコー所属。

## 出演
太字はメインキャラクター。

### テレビアニメ
1993年
- しましまとらのしまじろう（職人）
- 熱血最強ゴウザウラー（防衛隊員）
- 勇者特急マイトガイン（係員）

1994年
- 銀河戦国群雄伝ライ（戦術情報官）
- 勇者警察ジェイデッカー（警官）
- ルパン三世 燃えよ斬鉄剣

1996年
- きこちゃんすまいる（司会者）
- ルパン三世 トワイライト☆ジェミニの秘密（仮面）

1999年
- ワイルドアームズ トワイライトヴェノム（実況アナ）

2000年
- 最遊記シリーズ（2000年 - 2004年、爾黒、妖怪） - 2シリーズ
- ニャニがニャンだー ニャンダーかめん（パカパカキッド〈初代〉）

2004年
- VIEWTIFUL JOE（ホワイティ）
- メジャー（2004年 - 2010年、ジョー・ギブソン） - 5シリーズ
- 焼きたて!!ジャぱん（馬）
- ONE PIECE（ドクター〈Dr.ホンナー〉）

2005年
- アイシールド21（ホーマー・フィッツジェラルド、瀧夏彦）
- ギャラリーフェイク（サイモン）
- 交響詩篇エウレカセブン（隊長）

2006年
- 遊☆戯☆王デュエルモンスターズGX（カブキッド）

2007年
- BLUE DRAGON（2007年 - 2009年、ミノタウロス） - 2シリーズ

2008年
- スティッチ!（2008年 - 2015年、ルーベン） - 3シリーズ + 特別編2作品
- 絶対可憐チルドレン（真木司郎）
- 遊☆戯☆王5D's（牛尾哲）

2010年
- HEROMAN（警官B、高官B）
- 毎日かあさん（消防士）

2011年
- クッキンアイドル アイ!マイ!まいん!（横鳥）
- GOSICK -ゴシック-（ルパートの部下A）
- NARUTO -ナルト- 疾風伝（イギー）

2012年
- アイカツ!（ホセ）
- GON -ゴン-（オーフ）
- ヨルムンガンド（クロシキン）

2013年
- キングダム（亜門）
- 最強銀河 究極ゼロ（ワンワン警部）
- THE UNLIMITED 兵部京介（真木司郎）
- トレインヒーロー（ナレーター）
- ビーストサーガ（オルリッチ）

2014年
- 団地ともお（ベテラン選手A）
- なりヒロwww（DT）
- 棺姫のチャイカ（マラト）
- 蟲師 続章（蟲師）

2016年
- ユーリ!!! on ICE（チェレステーノ・チャルディーニ）

2017年
- 名探偵コナン（2017年 - 2024年、久須美鏡一、金子圭太）

2018年
- スペースバグ（2018年 - 2019年、イトー、スケルトンB）
- ゾイドワイルド（地主）

2019年
- レイトン ミステリー探偵社 〜カトリーのナゾトキファイル〜（プヨン・ブヨン）
- キャロル&チューズデイ（ベニート）

2021年
- おしりたんてい（若いころのマスター）
- ましろのおと（米福）
- 進化の実〜知らないうちに勝ち組人生〜（シェルド・ウォル・カイゼル王）

2022年
- 平家物語（今井兼平）
- ユーレイデコ（どろん）

2023年
- 天国大魔境（アニキ）

2024年
- 逃走中 グレートミッション（エースジャック）
- THE NEW GATE（タウロ・ヤクスフェル）
- 鴨乃橋ロンの禁断推理（ビル・クラーク）

### 劇場アニメ
- ルパン三世 くたばれ!ノストラダムス（1995年、ハイ・ジャッカー）
- 劇場版MAJOR メジャー 友情の一球（2008年、ジョー・ギブソン）
- なりヒロwww（2014年、ディーティー〈DT〉[12]）

### OVA
- 新海底軍艦（1995年、吉岡）
- ルパン三世 生きていた魔術師（2002年、ソムリエ）
- 機動戦士ガンダム THE ORIGIN（2015年 - 2017年、連邦軍指揮官、刑事、ムンゾ市民、グラナダ市長） - 2019年に再編集作品『THE ORIGIN 前夜 赤い彗星』テレビ放送

### Webアニメ
- コタローは1人暮らし（2022年、大葉）
- LUPIN ZERO（2022年、曹長）

### ゲーム
2001年
- ジオニックフロント 機動戦士ガンダム0079（メカニック）
- ソニックアドベンチャー2（GUNの兵士）

2002年
- ラチェット&クランク（探鉱者）

2008年
- メジャーWii パーフェクトクローザー（ジョー・ギブソン）

2009年
- 遊☆戯☆王 ファイブディーズ Wheelie Breakers（牛尾哲）
- 遊☆戯☆王ファイブディーズ タッグフォース4（牛尾哲）
- ラチェット&クランク FUTURE2（シグマンド）

2010年
- メタルギアソリッド ピースウォーカー（兵士）
- 遊☆戯☆王ファイブディーズ タッグフォース5（牛尾哲）

2011年
- 遊☆戯☆王ファイブディーズ タッグフォース6（牛尾哲）
- 遊☆戯☆王5D's Duel Transer（デュエルトランサー）（牛尾哲）
- 龍が如く OF THE END

2012年
- Kinect ラッシュ: ディズニー/ピクサー アドベンチャー（ミスター・プリックルパンツ、エイリアンたち、トゥイッチー）
- タイムトラベラーズ（高井戸盛人）

2013年
- TIGER & BUNNY 〜HERO'S DAY〜（ウラガン・マロッキオ）

2016年
- League of Legends（トゥイッチ、ドレイヴン、ヨリック）

2018年
- 遊戯王 デュエルリンクス（牛尾哲）

2019年
- キングダム ハーツIII（エイリアン）
- クイズRPG 魔法使いと黒猫のウィズ（ラファール）

2020年
- 龍が如く7 光と闇の行方（荒川斗司雄）
- The Last of Us Part II（Mr.アルバレス）

2021年
- メギド72（2021年 - 2023年、ルキフゲス）
- ファミコン探偵倶楽部 うしろに立つ少女（丸山警部）
- ドラゴンクエストX 天星の英雄たち オンライン（祈願の神殿の客3、島主ゴーレック）

2024年
- ファイナルファンタジーVII リバース

### ドラマCD
- オズの魔法使い（ライオン）
- ガンスミスキャッツ THE SHOW DOWN
- 絶対可憐チルドレン（真木司郎）
- 研ぎ師伊之助深川噺（水野）

### ラジオドラマ
- NHK-FM 青春アドベンチャー
  - 「タイムスリップ大坂の陣」（2011年） - 伊達政宗、忍者
  - 「レディ・パイレーツ」（2012年） - トーマス
- NHK-FM FMシアター
  - 「王の眠る丘」（2001年） - 兵士、大会係
  - シリーズ ロシア・ユーラシアの現代文学「最初の教師」（2003年）
  - ドイツの現代文学「黙って行かせて」（2006年）

### 吹き替え

#### 担当俳優
ウィル・アーネット
- ジョナ・ヘックス（グラス中将）
- チップとデールの大作戦 レスキュー・レンジャーズ（スウィート・ピート）
- フレークド（チップ）
- ボージャック・ホースマン（ボージャック・ホースマン）

ヴィンス・ヴォーン
- アダルト♂スクール（バーナード・"ビーニー"・キャンベル）
- ザ・ヴィランズ 〜悪党伝〜（フロッグ）
- バッド・モンキー（アンドリュー・ヤンシー）
- パパラッチ（本人）

ジョヴァンニ・リビシ
- 荒野はつらいよ 〜アリゾナより愛をこめて〜（エドワード）
- テッド（ドニー）
- テッド2（ドニー）
- ハード・ラッシュ（ブリッグス）
- マッドタウン（ボビー）

ドン・チードル
- クロッシング（タンゴ）
- 16歳の合衆国（パール・マディソン）
- ダイヤモンド・イン・パラダイス（ヘンリー・ムーア）※ソフト版

ピーター・サースガード
- K-19（ヴァディム・ラドチェンコ）※テレビ東京版
- マグニフィセント・セブン（バーソロミュー・ボーグ）
- ロスト・ドーター（ハーディ教授）

フレッド・アーミセン
- ウェンズデー（フェスター・アダムス）
- キャッツ & ドッグス 地球最大の肉球大戦争（フリードリッヒ）
- フォーエバー〜人生の意味〜（オスカー・ ホフマン）

ロン・リビングストン
- ゲーム・チェンジ 大統領選を駆け抜けた女（マーク・ウォレス）
- タリーと私の秘密の時間（ドリュー）
- ティモシーの小さな奇跡（フランクリン・クラドスタッフ）
- 私がケーキを焼く理由（フレッド）

#### 映画（吹き替え）
- アーミー・オブ・ザ・デッド（マーティン〈ギャレット・ディラハント〉[21]）
- アイ・アム・レジェンド（テレビの『シュレック』のドンキー、男性キャスター）※ソフト版
- アイアンマン（ハッピー・ホーガン〈ジョン・ファヴロー〉）※テレビ朝日版
- アイアンマン2（ハッピー・ホ－ガン〈ジョン・ファヴロー〉）※テレビ朝日版
- アイデンティティー（ルー〈ウィリアム・リー・スコット〉）※テレビ東京版
- アウト・オブ・タイム（マクナブ）※ソフト版
- アサシネーション・ネーション（ニック・マザーズ〈ジョエル・マクヘイル〉）
- アステロイド・シティ（オーギー・スティーンベック〈ジェイソン・シュワルツマン〉）
- 新しき世界（チョン・チョン〈ファン・ジョンミン〉）
- あなたは私の婿になる（ラモーン）
- アナポリス 青春の誓い（ジェイク・ヒュアード〈ジェームズ・フランコ〉）
- アニバーサリーの夜に
- アフロ忍者
- アラスカ・ケビン 史上最大の犬ぞり大作戦（ネッド・パーカー〈ロックリン・マンロー〉）
- アラン・スミシー・フィルム（ジェリー・グローヴァー〈リチャード・ジェニ〉）
- アリス・イン・ワンダーランド（ヘイミッシュ・アスコット〈レオ・ビル〉）※劇場公開版
- アリス・イン・ワンダーランド/時間の旅（配達のカエル）
- ある神父の希望と絶望の7日間（ハート〈エイダン・ギレン〉）
- アルティメット・ディシジョン（ケイシー・シェパード大尉）
- アローン・イン・ザ・ダーク（リチャード・バーク〈スティーヴン・ドーフ〉）
- 暗殺者（ボブ）※テレビ朝日版
- 1941（ハービー・カズルミンスキー〈エディ・ディーゼン〉）※BD版
- ICHIGEKI 一撃（ルイス・モートン）
- 意表をつくアホらしい作戦（ダグ〈ウィル・フォーテ〉）
- インクレディブル・ハルク（タクシー運転手）
- インタビュー・ウィズ・ヴァンパイア
- インデペンデンス・デイ（オークン博士の助手〈リーランド・オーサー〉）※ソフト版
- イン・ハー・シューズ（サイモン・スタイン〈マーク・フォイアスタイン〉）
- インファナル・アフェア 無間序曲（ルク〈フー・ジュン〉）※テレビ東京版
- ヴァニシング・チェイス（ラシャ・アンドリッチ）
- ヴィラで始まる恋（ロブ〈ショーン・アムシング〉）
- ウェイクアップ!ネッド（ビッグ・フィン〈ジェームズ・ネスビット〉）
- ヴェニスの子供自動車競走（映画監督〈ヘンリー・レアマン〉）
- ウォー・ストーリーズ（レイニー〈ノーム・ジェンキンス〉）
- 宇宙戦争2008（アレックス）
- エクストレモ（ルセロ〈オスカル・ハエナダ〉）
- エクスペリメント（アレックス・リーバルト）
- NSFW 絶対消去（ロジャー〈トム・ギャロップ〉）
- エルモと毛布の大冒険（エルモ、グローバー、バート）
- エンツォ レーサーになりたかった犬とある家族の物語（マイク〈イアン・レイク〉）
- エンド・オブ・ウォッチ（巡査部長〈フランク・グリロ〉）
- エンパイア・オブ・ザ・ウルフ（ポール・ネルドー）
- Xファイル ザ・ムービー（リチャード・ラングリー〈ディーン・ハグランド〉）※ソフト版
- X-メン（トード〈レイ・パーク〉）※テレビ朝日版
- オーシャンズ12（バージル・モロイ〈ケイシー・アフレック〉）※ソフト版
- オールド・ドッグ（クレイグ・ホワイト〈セス・グリーン〉）
- お熱いのがお好き（トニー・カーティス）※追加収録部分
- 大いなる遺産（フィン〈イーサン・ホーク〉[2]）
- おとぎの国のアリス/あなたに贈るグリム童話（ルドヴィック王子 / ルイ）
- 踊るマハラジャ★NYへ行く（ラムー・グプタ）
- 俺たちニュースキャスター（ブライアン・ファンタナ〈ポール・ラッド〉）
- カーミットのどろんこ大冒険（ロイ）
- ガウディアフタヌーン（パコ）
- カクタス・ジャック（ジャック）
- カムバック!（ドリュー〈クリス・オダウド〉）
- カンガルー・ジャック（チャーリー・カルボーン〈ジェリー・オコンネル〉）
- がんばれ!ベンチウォーマーズ（カルロス〈アマウリー・ノラスコ〉）
- きいてほしいの、あたしのこと -ウィン・ディキシーのいた夏（オティス〈デイヴ・マシューズ〉）
- 紀元前1万年（ナクドゥ）※劇場公開版
- キス・オブ・ザ・ドラゴン（チェン）※ソフト版
- キスキス,バンバン（ゲイ・ペリー〈ヴァル・キルマー〉）
- キャッツ & ドッグス 地球最大の肉球大戦争（フリードリッヒ、シェイマス）
- ギャラクシー・クエスト（トニー・ウエバー / ラレド大尉〈ダリル・ミッチェル〉）
- グラスハープ/草の竪琴（ライリー・ヘンダーソン〈ショーン・パトリック・フラナリー〉）
- グランド・ホテル（ガイゲルン男爵〈ジョン・バリモア〉）※PDDVD版
- クリードシリーズ（リトル・デューク〈ウッド・ハリス〉）
  - クリード 過去の逆襲
  - クリード 炎の宿敵
- グリーン・ランタン（トーマス・カルマク〈タイカ・ワイティティ〉）
- グリッター きらめきの向こうに（ジュリアン・ダイス〈マックス・ビースレイ〉）
- クリビアにおまかせ!（ヘリット）
- クリミナル（マイケル〈ジョナサン・タッカー〉）
- ゲームオーバー!（アフマド〈ジェイミー・デメトリュー〉）
- 刑事グロム VS 粛正の疫病ドクター（エフゲニイ・ストレルコフ）
- ゲット・デュークト!（公爵〈エディ・イザード〉）
- GO!GO!ガジェット（ガジェットモービル〈D・L・ヒューリー〉）
- GO!GO!ガジェット2（ガジェットモービル〈D・L・ヒューリー〉）
- ゴージャス
- 恋するブラジャー大作戦（仮）（ウェイン〈ルイス・クー〉）
- この世に私の居場所なんてない（ベンディックス〈ゲイリー・アンソニー・ウィリアムズ〉）
- コレリ大尉のマンドリン
- コンスタンティン（パパ・ミッドナイト〈ジャイモン・フンスー〉[22]）※ソフト版
- ゴンゾ宇宙に帰る（クリフォード、ロビン）
- コンビニ・ウォーズ バイトJK VS ミニナチ軍団（アンドロニクス・アーケイン〈ラルフ・ガーマン〉）
- 最'愛'絶叫計画（エドアルド）
- 最凶赤ちゃん計画（ダリル〈ショーン・ウェイアンズ〉）
- 最凶女装計画（ケビン・コープランド〈ショーン・ウェイアンズ〉）
- 最終絶叫計画4（C・J〈ケヴィン・ハート〉）
- 最終絶叫計画5（ダン〈サイモン・レックス〉）
- 最'新'絶叫計画（オウム）※Netflix版
- サウンド・オブ・サイレンス（ドレン〈ガイ・トーリー〉）※ソフト版
- ザ・グリード（ビリー〈クリント・カーティス〉）※ソフト版
- ザ・クルー（ヤニス〈サミ・ブアジラ〉）
- ザ・スクワッド（カルティエ〈アルバン・ルノワール〉）
- ザ・ダイバー（スノーヒル〈マイケル・ラパポート〉）
- サッカー・ドッグ ヨーロッパ選手権（ブライアン〈ニック・モラン〉）
- サハラに舞う羽根（ウィリアム〈マイケル・シーン〉）※テレビ東京版
- ザ・マペッツ（スクーター、シェフ、80's ロボット、フロイド・ペッパー、ニュースマン）
- ザ・ミラー（ジャック・ザ・リッパー）
- ザ・メキシカン（フランク）※ソフト版
- さよならポワロ！〜世界が愛した名探偵・25年の軌跡〜（トム・ヴォーン）
- サルサ!（レミ・ボネ）
- 猿の惑星: 創世記（スティーヴン・ジェイコブス〈デヴィッド・オイェロウォ〉）
- サンクスギビング（ニューロン保安官〈パトリック・デンプシー〉[23]）
- G.I.ジョー（リップコード〈マーロン・ウェイアンズ〉[2]）
- Gガール 破壊的な彼女（ヴォーン・ヘイジ〈レイン・ウィルソン〉）
- しあわせ色のルビー（ラモン・ガルシア）
- ジェイ&サイレント・ボブ 帝国への逆襲 ※Netflix版
- 幸せになるための27のドレス
- 60セカンズ（ミラーズ）※日本テレビ版
- シャーリー・チザム（ロン・デルムス〈ドリアン・ミシック〉）
- ジャングル・ジョージ2（ジョージ〈クリストファー・シャワーマン〉）
- ジュラシック・パークIII（クーパー〈ジョン・ディール〉）
- ジュラシック・ワールド（サイモン・マスラニ〈イルファーン・カーン〉[24]）※ザ・シネマ版
- 死霊のえじき：Bloodline（マックス〈ジョナサン・シェック〉）
- ジングル・オール・ザ・ウェイ（おもちゃ屋の店員）※フジテレビ版
- ジングル・ジャングル ～魔法のクリスマスギフト～（グスタフソン〈キーガン＝マイケル・キー〉)
- 人生、サイコー!（ブレット〈クリス・プラット〉）
- シンデレラ（廷臣〈アレックス・マックイーン〉[25]）
- スーパードッグ エア・バディ/ベースボールで一発逆転!（フィル）
- スーパードッグ エア・バディ/ビーチバレーで危機一髪!（ダグ）
- スクリーム・チーム/ぼくらの幽霊退治（ジャンパー）
- スタートレックV 新たなる未知へ
- スティールシャークス（ボブ・ロジャース〈ビリー・ワーロック〉）
- スノーホワイト/氷の王国（グリフ〈ロブ・ブライドン〉[26]）
- スパイキッズ4D:ワールドタイム・ミッション（キャスター）
- スパイな奴ら（キム課長〈キム・ミョンミン〉）
- スパイ・ハード（カブール）
- スピーシーズ3 禁断の種（ディーン）
- スピード（テリー、ガードマン）※テレビ朝日版
- スポット（リッキー）
- スモーキン・エース/暗殺者がいっぱい（ジャック・デュプリー〈ベン・アフレック〉）
- スモール・ソルジャーズ（ラリー・ベンソン〈ジェイ・モーア〉）※DVD版
- スラムドッグス（フィン[27]）
- 成功争ひ（新聞記者〈ヘンリー・レアマン〉）
- 7セカンズ（スパンキー〈デオビア・オパレイ〉）
- 戦場からの脱出（スプーク〈トビー・ハス〉）
- そして、私たちは愛に帰る（ネジャット〈バーキ・ダヴラク〉）
- THE SALTON SEA ソルトン・シー（クージョ〈アダム・ゴールドバーグ〉）
- それでも、やっぱりパパが好き!（キャム〈マーク・ラファロ〉）
- そんな彼なら捨てちゃえば?（コナー・バリー〈ケヴィン・コナリー〉[28]）
- ターミナル（スウォッチマネージャー）※ソフト版
- タイタス（カイロン〈ジョナサン・リース＝マイヤーズ〉）
- タイタンの逆襲（アゲノル〈トビー・ケベル〉）
- ダイ・ハード3（ロルフ〈ロバート・セジウィック〉、駅の警官）※フジテレビ版
- ダイ・ハード/ラスト・デイ（マーフィー〈アマウリー・ノラスコ〉）
- タイピスト!（ルイ・エシャール〈ロマン・デュリス〉）
- TAXi④（マーレイ）
- TAXi ダイヤモンド・ミッション（逃亡犯[29]）
- 奪還 DAKKAN -アルカトラズ-（トゥイッチ）
- 奪還2.0（トゥイッチ）
- だめんず・コップ2（ギー・ルフラン〈ロブ・ロウ〉）
- チアーズ3（ジェシー）
- チェンジ・アップ/オレはどっちで、アイツもどっち!?（ミッチ・プランコ〈ライアン・レイノルズ〉）
- チップとデールの大作戦 レスキュー・レンジャーズ（スウィート・ピート[30]）
- チャイルド・イン・タイム（チャールズ〈スティーヴン・キャンベル・ムーア〉[31]）
- チャイルド・プレイ/誕生の秘密（イアン〈ブレナン・エリオット〉）
- チャップリンの改悟（服役をくり返す泥棒〈ウェズリー・ラッグルズ〉）
- チャップリンの駈落（伯爵〈レオ・ホワイト〉）
- チャップリンの質屋（質屋の店員〈ジョン・ランド〉）
- チャップリンの失恋（娘の婚約者〈ロイド・ベーコン〉）
- チャップリンの女装（公園の紳士〈レオ・ホワイト〉）
- チャップリンの寄席見物（特別席の紳士・手品師〈レオ・ホワイト〉）
- チャンス・ボール（ベニー・ロドリゲス〈ダニー・ヌッチ〉）
- 沈黙の断崖（オーリンJr〈ブラッド・ハント〉）※ソフト版
- 沈黙の傭兵（サミュエル・ケイ〈マイケル・ケネス・ウィリアムズ〉）
- D-TOX（ジャウォルスキー〈ジェフリー・ライト〉）※ソフト版
- ツイステッド
- ディードラ＆レイニーの列車強盗（チェット〈デヴィッド・サリヴァン〉）
- ディープ・インパクト（マーク・サイモン〈ブレア・アンダーウッド〉）
- ディクテーター 身元不明でニューヨーク（アラジーン将軍〈サシャ・バロン・コーエン〉）
- デイビッド・ブレント ライフ・オン・ザ・ロード（ナイジェル・マーティン）
- デイブは宇宙船（No.4、ドゥーリー〈スコット・カーン〉）
- デス・トンネル（リッチー）
- 鉄ワン・アンダードッグ（アンダードッグ / シューシャイン）
- 天国からの奇跡（ヌルコ医師〈エウヘニオ・デルベス〉）
- デンジャラス・ビューティー2（ジェフ・フォアマン〈エンリケ・ムルシアーノ〉）※ソフト版
- トーゴー（ジャフェット・リンドバーグ〈マイケル・マケルハットン〉）
- ドッグ・ソルジャー（ジョー〈クリス・ロブソン〉）
- ドッジボール（オーウェン〈ジョエル・ムーア〉）
- 隣のヒットマン（デイヴ・マーティン）
- 友へ チング（イ・ジュンホ〈チョン・ウンテク〉）※テレビ朝日版
- ドライブ・ハード（ピーター・ロバーツ〈トーマス・ジェーン〉）
- ドラゴン・タトゥーな女 in パラノーマル・アクティビティ（アーロン）
- ドラッグストア・カウボーイ（ボブ・ヒューズ〈マット・ディロン〉[2]）
- トラブル・マリッジ カレと私とデュプリーの場合（ランディ・デュプリー〈オーウェン・ウィルソン〉）
- トランスフォーマーシリーズ（ホィーリー〈トム・ケニー〉）
  - トランスフォーマー/リベンジ
  - トランスフォーマー/ダークサイド・ムーン
  - トランスフォーマー/最後の騎士王
- ドリームキーパー（イーグル・ボーイ）
- トリプルX ネクスト・レベル（ダリアス・ストーン〈アイス・キューブ〉）※ソフト版
- トリプルX:再起動（ダリアス・ストーン〈アイス・キューブ〉）
- トレマーズ2（グラディ・フーバー〈クリストファー・ガーティン〉）
- ナイト ミュージアム2（エド・ヘルムズ）
- 9デイズ（ミッシェル〈ドラガン・ミカノヴィッチ〉）※ソフト版、（ケイルー〈ダニエル・サンジャタ〉）※フジテレビ版
- ナチョ・リブレ 覆面の神様（スティーブン〈エクトル・ヒメネス〉）
- ナッティ・プロフェッサー2 クランプ家の面々（ジェイソン〈ジョン・アレス〉）※ソフト版
- ナルニア国物語/第2章: カスピアン王子の角笛（リーピ・チープ[2]）
- ナルニア国物語/第3章: アスラン王と魔法の島（リーピ・チープ[32]）
- 26世紀青年（国務長官、コリンズ将校）
- ニュージャージー・ドライブ（ミジェット）
- ネブラスカ ふたつの心をつなぐ旅（デヴィッド・グラント〈ウィル・フォーテ〉）
- ノイズ（ベン〈フランシス・ン〉）
- ノエル（ゲイブ・クリンゲル）
- ノクターナル・アニマルズ/夜の獣たち（レイ・マーカス〈アーロン・テイラー＝ジョンソン〉）
- ハードキャッシュ（ブッチ）
- ハード・コレクター（A.K.〈キャスパー・ヴァン・ディーン〉）
- ハイ・フライング・バード -目指せバスケの頂点-（デイヴィッド・スター〈ザッカリー・クイント〉）
- バーバー
- パーフェクト・ゲッタウェイ（クリフ〈スティーヴ・ザーン〉）
- BIOHAZARD デス・プラント（ターナー）
- ハイ・クライムズ（ジェームズ・ヘルナンデス）※テレビ朝日版
- バイバイ、ママ（マーク〈マット・ディロン〉）
- ハイヒール・エンジェル（レイ）
- パイレーツ・オブ・カリビアン/生命の泉（サラマン〈ポール・ベイズリー〉）
- BATS 蝙蝠地獄（ジミー・サンズ）
- バック・トゥ・ザ・フューチャー PART2（ニードルス〈フリー〉）※BSジャパン版
- バック・トゥ・ザ・フューチャー PART3（ビュフォードのギャング仲間#3〈マイク・ワトソン〉、ニードルス〈フリー〉）※BSジャパン版
- バッドボーイズ2バッド（カルロス〈オットー・サンチェス〉）※テレビ朝日版
- バッド・ルーテナント（スティーヴィー・プルイト〈ヴァル・キルマー〉）
- ハッピー・エンディング（ニッキー〈ジェシー・ブラッドフォード〉）
- バッファロー'66（グーン〈ケヴィン・コリガン〉）
- バトルシップ（キャル〈ハミッシュ・リンクレイター〉）
- バベル（アンワー）
- ハリー・ポッターとアズカバンの囚人
- 犯罪心理鑑定人（アンダーソン）
- ハンター（ラルフ・ソーソン〈スティーブ・マックイーン〉）※テレビ朝日版WOWOW追加録音部分
- ピーター・パン&ウェンディ（ガーリー）
- ピートとドラゴン（グローヴァー）※VOD版
- BFG: ビッグ・フレンドリー・ジャイアント（チダラリン〈ビル・ヘイダー〉）
- ビッグムービー（スレイター）
- ヒットマンズ・ボディガード（マイケル・ブライス〈ライアン・レイノルズ〉）
- 瞳の奥の秘密（リカルド・モラレス）
- ヒュービーのハロウィーン（ヘネシー〈ティム・メドウス〉）
- ファイアーウォール（リアム〈ニコライ・コスター＝ワルドー〉）※テレビ朝日版
- ファイアーストーム（ピート）
- ファット・ガール 愛はサイズを超える（アキボ）
- フィービー・ケイツの 私の彼は問題児（フレッド〈リック・メイヨール〉）※DVD版
- 54 フィフティ★フォー（スティーヴ・ルベル〈マイク・マイヤーズ〉）※Netflix版
- フェイブルマンズ（ベニー〈セス・ローゲン〉）
- フォーチュン・クッキー
- 42 〜世界を変えた男〜（レオ・ドローチャー〈クリストファー・メローニ〉）
- 2日間で上手に彼女にナル方法（タンク・ターナー〈デイン・クック〉）
- プライド 栄光への絆（ブライアン・チャベス〈ジェイ・ヘルナンデス〉）
- ブラザー・ミッション -ライド・アロング2-（AJ〈ケン・チョン〉）
- ブラック・スキャンダル（ジョン・コノリー〈ジョエル・エドガートン〉）
- ブラックホール 地球吸引（エリック〈ジャド・ネルソン〉）
- ブラッディ・マロリー（カラス神父）
- プラトーン（バニー〈ケヴィン・ディロン〉）※ソフト版
- フリー・ウィリー/自由への旅立ち（サム・クーパー）
- フリーダ・カーロ（ダヴィッド・シケイロス〈アントニオ・バンデラス〉）※ソフト版
- フリーダム・ライターズ（ジャマール・ヒル）
- ブリット（フランク・ブリット〈スティーブ・マックイーン〉）※テレビ朝日版WOWOW追加録音部分
- プリティ・イン・ニューヨーク（オーウェン〈デヴィッド・クラムホルツ〉）
- フルスピード 悪魔のフル・チューン（フレッド）※テレビ東京版
- ブルドッグ
- ブレード/刀（テンゴン〈チウ・マンチェク〉）
- プレミアム・ラッシュ（ラジ〈アーシフ・マンドヴィ〉）
- プロメテウス（ミルバーン〈レイフ・スポール〉）※劇場公開版、（ファイフィールド〈ショーン・ハリス〉[33]）※ザ・シネマ版
- ふわっとアルバート（モグモグ）
- ベートーベン3（トミー）
- 別離（ナデル〈ペイマン・モアディ〉）
- ボーダー・ラン（ハビエル）
- ホーム・アローン（ピザ配達員）※テレビ朝日版
- ホーム・アローン4（マーヴ・マーチャント〈フレンチ・スチュワート〉）
- 僕のワンダフル・ライフ（カルロス〈ジョン・オーティス〉[34]）
- 保険調査員フランク25（フランク・マクラスキー〈デイヴ・シェリダン〉）
- ボディ・アーマー（ロジェリオ・ガルシア）
- 炎のメモリアル（キース・ペレス〈ジェイ・ヘルナンデス〉）
- ホビット三部作（フィーリ〈ディーン・オゴーマン〉）
  - ホビット 思いがけない冒険
  - ホビット 竜に奪われた王国
  - ホビット 決戦のゆくえ[35]
- ほぼほぼパラノーマル（デイモン・ディーラー）
- ボルケーノ in N.Y.（マット〈コスタス・マンディロア〉）
- マーゴット・ウェディング（ジム〈ジョン・タトゥーロ〉）※Netflix版
- マイファミリー・ウェディング（ターマン）
- マイヤーウィッツ家の人々 (改訂版)（マシュー・マイヤーウィッツ〈ベン・スティラー〉）
- マウス・ハント（ラーズ・シュマンツ〈リー・エヴァンス〉）※ソフト版
- マッドマックス 怒りのデス・ロード（エース〈ジョン・アイルズ〉）※劇場公開版、（コーパス〈クエンティン・ケニハン〉[36]）※ザ・シネマ版
- 真夏の夜の夢（フランシス・フルート〈サム・ロックウェル〉）
- マペットのオズの魔法使い（クリフォード、スクーター、フロイド・ペッパー）
- マペットのホーンテッドマンション（スクーター、フロイド・ペッパー、サム、ウェイン）
- マペットのメリー・クリスマス（スクーター、ロルフ、ヨーダ、カーソン・デイリー、トライ・アンフ 他）
- マペットめざせブロードウェイ!（スクーター）※ソニー・ピクチャーズ版
- マペットの夢みるハリウッド（スクーター、フロイド・ペッパー、サム、シェフ、カフェのウェイター〈スティーヴ・マーティン〉）※Disney+版
- 魔法使いの弟子
- マリー・アントワネットの首飾り（レトー・ド・ヴィレット〈サイモン・ベイカー〉）
- ミート・ザ・ペアレンツ2（テレビのエルモ）
- ミーン・マシーン（ボブ・ライクリー〈ジェイソン・フレミング〉）
- ミスターGO!（解説）
- ミッシング（チャールズ・ホーマン〈ジョン・シェア〉）※ソフト版
- ミッドナイトクロス（ジャック・テリー〈ジョン・トラヴォルタ〉[2]）※ソフト版
- 身代金（マイルス・ロバーツ〈エヴァン・ハンドラー〉）※テレビ朝日版
- 未来は今（バズ）※ユニバーサル版
- ミラクル（マイク・ウルジオーニ）
- ミラクル7号（体育の先生）
- ミラクル・ニール!（武闘派宇宙人の声）
- 無影剣 -SHADOWLESS　SWORD-（テ・ジョンヒョン〈イ・ソジン〉）
- メガ・シャークVSジャイアント・オクトパス（シマダ〈ヴィク・チャオ〉）
- メッセージ そして、愛が残る（ネイサン〈ロマン・デュリス〉）
- メリー・ポピンズ（ペンギン・ウェイター、傘のオウム）※ソフト版
- メリー・ポピンズ リターンズ（傘のオウム〈エドワード・ヒバート〉[37]）
- 燃えよ!ピンポン（ゲイリー）
- モニカ・ベルッチ ジュリア（ガエタノ・マラコッツァ）
- モンスタートラック（ウェイド・コーリー〈フランク・ホエーリー〉）
- ヤンヤン 夏の想い出（アディ）
- ユー・キャン・カウント・オン・ミー（ルディ・コリンスキー〈ジョシュ・ルーカス〉）
- U.M.A レイク・プラシッド3（ネイサン・ビッカーマン〈コリン・ファーガソン〉）
- ライブ・フレッシュ（ビクトル）
- ラッキー・ナンバー（デイル〈マイケル・ラパポート〉）
- ラッシュアワー（サン〈ケン・レオン〉）
- ラットレース（オーウェン・テンプルトン〈キューバ・グッディング・Jr〉[2]）
- リーサルドーズ（ヴォーン〈フィリップ・ウィンチェスター〉）
- リトル・ブッダ
- リンガー! 替え玉★選手権（グレン）
- ルール3（コディー〈ハントリー・リッター〉）
- レジョネア 戦場の狼たち（グイド〈ダニエル・カルタジローン〉）※テレビ東京版
- ロスト・アイズ（イバン）
- ワイルドシングス2（テレンス・ブリッジ〈イザイア・ワシントン〉）
- ワイルド・スタリオン（トニー・ラローシュ〈ロテール・ブリュトー〉）
- ワイルド・スピード（ヴィンセント〈マット・シュルツ〉）※ソフト版
- 悪党にもラブソングを!（リッキー〈カット・ウィリアムズ〉）

#### ドラマ
- I AM 私の分岐点 #2（ライアン〈ポール・ケイ〉[38]）
- アガサ・クリスティー ミス・マープル ゼロ時間へ（テッド・ラティマー）
- アラーム・フォー・コブラ11（クリス・リッター）
- アルフ ファイナル・スペシャル（リック・マリカン大尉〈ウィリアム・オリアリー〉）
- アンフォゲッタブル 完全記憶捜査
  - シーズン1 #3（パブロ・フォルツァ）
  - シーズン2 #2（タッカー・グリフィン / アーノルド〈ウィリアム・ジャクソン・ハーパー〉）
- ER緊急救命室
  - シーズン4（チェイス・カーター〈ジョナサン・スカーフ〉）
  - シーズン6（ポール・ソブリキ〈デヴィッド・クラムホルツ〉）
- イーヴィル: 超常現象捜査ファイル（デヴィッド・アコスタ〈アーシフ・マンドヴィ〉）
- VINYL‐ヴァイナル（スコット）
- ヴェロニカ's クローゼット（ペリー・ローリンズ〈ダン・コルテーゼ〉）
- 美しい彼女（ファン・ジュノ〈イ・ビョンホン〉）
- S.O.F.（ベニー・レイ・リドル〈ティム・アベル〉）
- X-ファイル（リチャード・ラングリー〈ディーン・ハグランド〉）※テレビ朝日版
- X-ファイル 2016（リチャード・ラングリー〈ディーン・ハグランド〉）
- NCIS: ニューオーリンズ シーズン1 #23（ジョナサン・ウォーレン〈アンソニー・マーブル〉）
- エリザベス1世 〜愛と陰謀の王宮〜（ドン・ベルナディーノ）
- エンジェルス・イン・アメリカ（ベリーズ / ミスター・ライズ〈ジェフリー・ライト〉）
- 王女の男（チョ・ソクチュ〈キム・レハ〉）
- 奇皇后（チョンバギ）
- 恐竜家族
- キル・ポイント（トンレー）
- グッド・ファイト シーズン3 #3（カソヴィッツ判事〈ウィリアム・M・フィンケルスタイン〉）
- クリミナル・マインド12 FBI行動分析課
- 刑事ヴァランダー3 白夜の戦慄
- ゴースト 〜天国からのささやき シーズン1（マーティ〈ビリー・バーク〉）
- ゴシップガール（カーター・ベイゼン〈セバスチャン・スタン〉）※シーズン3
- 最高の愛〜恋はドゥグンドゥグン〜（トッコ・ジン〈チャ・スンウォン〉）
- ザ・ケープ 漆黒のヒーロー
- ザ・ホワイトハウス（ケニー・サーマン：ジョーイ・ルーカスのアシスタント）
- ザ・マペッツ・メイヘム（リップス、フロイド・ペッパー）
- ザ・ミドル 中流家族のフツーの幸せ
- ザ・ルーキー:FEDS FBI新米捜査官ファイル（カーター・ホープ〈ジェームズ・レジャー〉[39]）
- 三国志演義（青年期の司馬師〈蕃引茉〉）※NHK-BS2版
- CSI:2 科学捜査班 #21（ベン・ウェストン〈ガブリエル・オールズ〉）
- CSI:ニューヨーク3
- CSI:マイアミ2
- シー・ハルク:ザ・アトーニー（ミスター・イモータル）
- 主任警部アラン・バンクス（ケヴィン・テンプルトン）
- スーパーナチュラル（エリッククリプキ）（ホームレス）
- スタートレック:ディープ・スペース・ナイン（ノーグ[2]〈エイロン・アイゼンバーグ〉）※第5シーズン -
- スタジオDC:オールスター・ライブ（スクーター、フロイド・ペッパー）
- スパルタカス ゴッド・オブ・アリーナ（アシュール〈ニック・E・タラベイ〉）
- セサミストリート（エルモ[2]、ベビーベア、グローバー[2]、バート[2]、ベビー・ナターシャ、ウルフギャング、ウルフギャング、フーツ、キングストン・リビングストン三世）※NHK版
- 続ハリーズ・ロー 裏通り法律事務所
- 第一容疑者 希望のかけら（コックス巡査部長）
- TABOO（英語版）（デイヴィッド・チャムリー〈トム・ホランダー〉）
- CHASE/逃亡者を追え!（マルコ・マルティネス〈アマウリー・ノラスコ〉）
- チャームド 〜魔女3姉妹〜（サバード、ジェフ / ジャック・シェリダン〈ロックリン・マンロー〉）
- 推奴 〜チュノ〜（ファン・チョルン〈イ・ジョンヒョク〉[2]）
- ディフェンダーズ 闘う弁護士（ブレイク・ドノヴァン）
- デスパレートな妻たち7（ダグ）
- 24 -TWENTY FOUR-（モリス・オブライエン〈カルロ・ロタ〉）
- トゥルークライム・ショー:殺人狂騒曲（ネイサン〈クリス・メッシーナ〉[40]）
- 跳べ!ロックガールズ 〜メダルへの誓い シーズン4
- トンイ
- ナース・ジャッキー7 最終章
- NUMBERS 天才数学者の事件ファイル シーズン5（ランドール・ネスポラ〈ブルーノ・カンポス〉）
- 西海岸捜査ファイル グレイスランド（Dr.カルロス・ソラーノ〈ネスター・セラーノ〉）
- PERSON of INTEREST 犯罪予知ユニット シーズン4 #19
- パワーレンジャーシリーズ
  - パワーレンジャー（トーマス“トミー”オリバー〈ジェイソン・フランク〉 / グリーンレンジャー〈初代〉）
  - パワーレンジャー・ターボ（ボビー）
- HAWAII FIVE-0（ドーキンス〈バルサザール・ゲティ〉、ショーン・ハットン〈イーサン・エンブリー〉）
- ビクトリアス
- ビバリーヒルズ青春白書（レイ・プルート〈ジェイミー・ウォルターズ〉[2]）
  - 新ビバリーヒルズ青春白書（ハリー〈ロブ・エステス〉[2]）
- Face to Face -尋問-（フランク〈ラース・ランデ〉[41]）
- ブラザーズ&シスターズ（トミー・ウォーカー〈バルサザール・ゲティ〉[2]）
- THE BLACKLIST/ブラックリスト（FBI捜査官）
- ボードウォーク・エンパイア 欲望の街（アル・カポネ〈スティーヴン・グレアム〉）
- BONES
  - シーズン2 #15（ハンク・ベルデン）
  - シーズン4（コリン・フィッシャー〈ジョエル・ムーア〉、ペインター）
- ホテル・バビロン（リチャード）
- ホワイトチャペル2 終わりなき殺意
- マペット大集合!（スクーター、ゴンゾ）
- マペット・タイム（ニュースマン）
- マペット放送局（クリフォード）
- ミディアム5 霊能者アリソン・デュボア（サイモン・バーウェル〈エボン・モス＝バクラック〉）
- 名探偵ポワロ ビッグ・フォー（メドーズ警部補）
- 名探偵モンク7（レニー）
- ラスベガス（マイク・キャノン〈ジェームズ・レジャー〉）
- リ・ジェネシス バイオ犯罪捜査班（ボブ・メラニコフ〈ドミトリー・チェポヴェツキー〉[2]）
- リゾーリ&アイルズ2（ジョバンニ・ギルバーチィ）
- ルール4（ルディ・ダンロップ〈ジェイ・R・ファーガソン〉）
- レイブン 見えちゃってチョー大変!（エディー・トーマス〈オーランド・ブラウン〉）
- レジェンド・クエスト（ヘッド・ガード）
- LAW & ORDER:性犯罪特捜班（フランク・マーティン）
- 6人の女 ワケアリなわたしたち（トム〈リュシアン・ジャン＝バティスト〉）

#### アニメ
- あの夏のルカ（ウーゴおじさん[42]）
- アングリーバード（サイラス、ロス）
- イカボードとトード氏（シリル）
- インサイド・ヘッド（ビビリ[43]）
- インサイド・ヘッド2（ビビリ[44]）
- ウェイン&ラニー クリスマスを守れ!（ウェイン）
- カーズ2（マイルズ・アクセルロッド）
- 学園NINJAランディ（バイスロイ）
- コウノトリ大作戦!（ヘンリー）
- サウスパーク（トム、コクラン）※WOWOW版（マッケイ、トゥイーク 他）※Netflix版
- ザ・シンプソンズ（技師）
- ジェイクとネバーランドのかいぞくたち（スカリー）
- シャーク・テイル
- シュガー・ラッシュ（ジーン[45]）
- シュガー・ラッシュ:オンライン（ジーン[46]）
- シルベスター&トゥイーティー ミステリー（大統領、ダッキー）
- シザー・セブン（ダイボー）
- スーパー・ロボット・モンキー・チーム・ハイパーフォース GO!（スパークス）
- スクービー&スクラッピー ドゥー
- スター・ウォーズ/クローン・ウォーズ（クロノス327）
- スター・ウォーズ/クローン・ウォーズ（テレビシリーズ）（マー・トゥーク、TB-2、医療ドロイド、エヴァル）
- スパイダーマン（ジョナサン・オーン / スポット）
- ダック・ドジャース #1
- ちいさなプリンセス ソフィア（バートルビー卿）
- トイ・ストーリーシリーズ
  - トイ・ストーリー（エイリアン、ピザ・プラネットの音声案内、男）
  - トイ・ストーリー3（エイリアン、ミスター・プリックルパンツ[2]、シド・フィリップス）
  - ハワイアン・バケーション（エイリアン、ミスター・プリックルパンツ）
  - ニセものバズがやって来た（ミスター・プリックルパンツ、スーパー海賊、ファンキー・モンク）
  - トイ・ストーリー・オブ・テラー!（ミスター・プリックルパンツ）
  - トイ・ストーリー 謎の恐竜ワールド（ミスター・プリックルパンツ）
  - トイ・ストーリー4（ミスター・プリックルパンツ、デューク・カブーンのCMナレーション）
  - フォーキーのコレって何?（ミスター・プリックルパンツ、ミスター・スペル、男性ナレーション）
- 9 〜9番目の奇妙な人形〜（5）
- トランスフォーマー ザ・リバース（スパイク[47]、スキャッターショット[47]、クランク[47]）
- トランスフォーマー アドベンチャー（スード）
- トランスフォーマー アドベンチャー マイクロンの章（スライスダイス）
- BIONICLE2 メトロ・ヌイの伝説（マタウ）
- パパはグーフィー（ブッチ）
- ピーターラビットとなかまたち（ベンジャミン）
- 101匹わんちゃん (TVシリーズ)（ダニー）
- ふしぎの国のアリス ※ソフト版追加収録部分
- プラウドファミリー（ボビー）
- ブランディ アンド Mr.ウィスカーズ（エド 他）
- ペット（フェルナンド）
- ペット2（モリー父[48]）
- ベン10（ベン・テニスン〈成長後〉）
- ぼくはクラレンス!（ベルソン[49]）
- マペット・ベビー（ゴンゾ）
- ミッキーのクリスマスキャロル（モール、イタチ）※DC版
- ミュータント・タートルズ:ミュータント・パニック！（ビーバップ[50]）
- ムーミン谷のなかまたち（スニフ[51]）
- 森のリトル・ギャング（ニュージェント）
- モンティ・パイソン ある嘘つきの物語 グレアム・チャップマン自伝（テリー・ギリアム）
- ライオンキングのティモンとプンバァ（メル）
- リトル・レッド レシピ泥棒は誰だ!?（トゥイッチー）
- リロ・アンド・スティッチ・ザ・シリーズ（試作品625号〈2代目〉）
- ルーニー・テューンズ
- レックス・ザ・ラント（ジョニー、ウォレス、ナレーター 他）
- レギュラーSHOW〜コリない2人〜（モーデカイ）
  - レギュラーSHOW〜コリない2人〜 ザ・ムービー
- レゴバットマン ザ・ムービー（クラーケン）
- LEGO スター・ウォーズ:ドロイド・テイルズ（ワトー、ヌート・ガンレイ、ティオン・メイドン、ウェッジ・アンティリーズ 他）
- LEGO スター・ウォーズ:ヨーダ・クロニクル（ワトー、ティオン・メイドン、マス・アメダ、ウェッジ・アンティリーズ 他）
- ロイヤルコーギー レックスの大冒険（チャーリー[52]）
- ロボット・チキン（バーテンダードロイド）

### 特撮
- 星獣戦隊ギンガマン（1998年、黒騎士ブルブラックの声）
- 仮面ライダー電王（2007年、トータスイマジン〈本体、分離体〉の声、パンダラビットイマジンの声）

### 映画
- 地球でたったふたり（2007年） - 若頭
- コーポ・ア・コーポ（2023年）

### ナレーション
- our SPORTS!「わが家のチャレンジャー!」（NHK-BS1）

### ボイスオーバー
- エンジョイライフ（NHK-BS1）
- シェフのテーブル（Netflix） - ガガン・アナンド
- 世界行ってみたらホントはこんなトコだった!?（フジテレビ）
- 地球ドラマチック（NHK教育）
  - 「巨大竜巻を追いかけろ」（2005年）
  - 「ブレインマン」（2005年）
  - 「古代人類ミステリー徹底解剖!ネアンデルタール人」（2005年）
  - 「人気シェフが行く インドが故郷のイギリス料理」（2012年）
- BS世界のドキュメンタリー（NHK-BS1）

### 舞台
- スカピーノ!
- 正しい殺し方教えます
- 馬かける男たち
- ら抜きの殺意
- サンシャイン・ボーイズ
- ルーム・サービス
- 朝の時間
- エリック&ノーマン
- お手を拝借!
- 日本人のへそ
- ちゃんとした道
- 23階の笑い

### その他コンテンツ
- 東京ディズニーシー『トイ・ストーリー・マニア!』（エイリアン）
- 東京ディズニーランド
  - 『バズ・ライトイヤー 夏の大作戦』（リトル・グリーン・メン）
  - 『モンスターズ・インク“ライド&ゴーシーク!”』（ロッキー）
  - 『ロジャーラビットのカートゥーンスピン』（キャブ・カンパニーのアナウンス）

### シリーズ一覧
1. ↑  『幻想魔伝 最遊記』（2000年）、『最遊記RELOAD GUNLOCK』（2004年）
2. ↑  第1シリーズ（2004年 - 2005年）、第3シリーズ（2007年）、第4シリーズ（2008年）、第5シリーズ（2009年）、第6シリーズ（2010年）
3. ↑  第1期（2007年 - 2008年）、第2期『天界の七竜』（2008年 - 2009年）
4. ↑  第1シリーズ（2008年 - 2009年）、第2シリーズ『〜いたずらエイリアンの大冒険〜』（2009年 - 2010年）、第3シリーズ『〜ずっと最高のトモダチ〜』（2010年 - 2011年）、特別編『スティッチと砂の惑星』（2012年）、特別編『スティッチ!パーフェクト・メモリー』（2015年）